# Shawn Wayans
Shawn Mathis Wayans (Nueva York, 19 de enero de 1971) es un actor, comediante, escritor y productor estadounidense. 

## Biografía

### Inicios
Shawn es el penúltimo de diez hermanos de la familia Wayans.
Creció  en el vecindario de Chelsea, en Manhattan.
Sus padres son Howell Wayans (gerente de supermercado) y Elvira (ama de casa y trabajadora social).
Su familia estuvo involucrada con la religión de los Testigos de Jehová.
En 1989 se recibió en la Escuela de Humanidades.

### Carrera
En 1988, Wayans hizo su debut en I’m Gonna Get You Sucka, producida y dirigida por su hermano Keenen.
Entre 1990 y 1993, trabajó en In Living Color, de Fox. Representaba a SW-1, un DJ bonito y con clase.
Más tarde se convirtió en actor principal del show, trabajando con sus hermanos Dwayne, Keenen (el creador del show), Damon, Marlon y su hermana Kim.
Entre 1995 y 1999, Shawn Wayans creó y protagonizó la comedia de situaciones The Wayans Bros, junto con Marlon.
En 1996 fue coguionista y coproductor ejecutivo y protagonizó la película Don't Be a Menace to South Central While Drinking Your Juice in the Hood, en el cual también actuaba Keenen.
Wayans fue estrella invitada en episodios de MacGyver y Hangin’ with Mr. Cooper.
Hizo la voz de Toof en la serie animada infantil Waynehead (basada en experiencias reales de la infancia de Damon).
En 1999 trabajó en el drama New Blood (de poco éxito). Pero luego coprotagonizó con su hermano Marlon en la exitosa película Scary Movie (1999-2000), dirigida por su hermano mayor Keenan (y que Shawn también coescribió), una sátira de las películas de terror al estilo Scream.
Wayans hizo de Ray Wilkins, un papel que repitió en la segunda parte de la película Scary Movie 2 (2001).
Él y Marlon protagonizaron la comedia dirigida por Keenan White Chicks (2004), representando a un par de agentes del FBI que se ven forzados a travestirse como un par de rubias (al estilo de las hermanas Nicky y Paris Hilton).
Shawn también recibió créditos por la historia del film y su guion.
Wayans volvió a trabajar con Marlon y Keenen una vez más en la comedia Little Man (2006), donde actuó, coescribió y coprodujo el filme.

## Filmografía
| Año  | Película                                                                 | Rol                                          |
| ---- | ------------------------------------------------------------------------ | -------------------------------------------- |
| 1988 | I'm Gonna Git You Sucka                                                  | Peatón (con un amigo actor: Danny Raghunath) |
| 1990 | In Living Color (serie de TV)                                            | Varios                                       |
| 1991 | The Best of Robert Townsend & His Partners in Crime (TV)                 | Varios                                       |
| 1991 | MacGyver (serie de TV)                                                   | Robo                                         |
| 1993 | Hangin' with Mr. Cooper (serie de TV)                                    | Dominique                                    |
| 1995 | The Wayans Bros. (serie de TV)                                           | Shawn Williams                               |
| 1996 | Don't Be a Menace to South Central While Drinking Your Juice in the Hood | Ashtray                                      |
| 1996 | Waynehead (serie de TV)                                                  | Toof/Kid (niño)                              |
| 1996 | The Parent 'Hood (serie de TV)                                           | Él mismo                                     |
| 1998 | Comics Come Home 4 (TV)                                                  | Él mismo                                     |
| 1999 | New Blood                                                                | Valentine                                    |
| 1999 | Happily Ever After: Fairy Tales for Every Child (serie de TV)            | Bad Bobby (voz)                              |
| 2000 | Scary Movie                                                              | Ray Wilkins                                  |
| 2000 | Open Mic                                                                 | Él mismo                                     |
| 2001 | Scary Movie 2                                                            | Ray Wilkins                                  |
| 2004 | White Chicks                                                             | Kevin Copeland/Brittany Wilson               |
| 2006 | Little Man                                                               | Darryl                                       |
| 2006 | Thugaboo: Sneaker Madness (TV)                                           | Slim (voz)                                   |
| 2006 | Thugaboo: Miracle on D-Roc's Street (TV)                                 | Slim, Cheapie                                |
| 2009 | Dance Flick                                                              | Padre del bebé (también guionista)           |

## Créditos como escritor
1. The Wayans Bros. (1995-1999), serie de TV.
2. Don't Be a Menace to South Central While Drinking Your Juice in the Hood (1996), guion
3. Scary Movie (2000), guion
4. Scary Movie 2 (2001), guion, creación de personajes
5. White Chicks (2004), guion, historia
6. Little Man (2006)

## Créditos como director o productor
1. The Wayans Bros. (1995, serie de TV), productor, director y consultor ejecutivo
2. Don't Be a Menace to South Central While Drinking Your Juice in the Hood (1996), coproductor ejecutivo
3. Scary Movie (2000), productor (sin acreditar)
4. Scary Movie 2 (2001), coproductor ejecutivo
5. White Chicks (2004), productor
6. Little Man (2006), productor